# Klosterkirche St. Franziskus (Puebla)

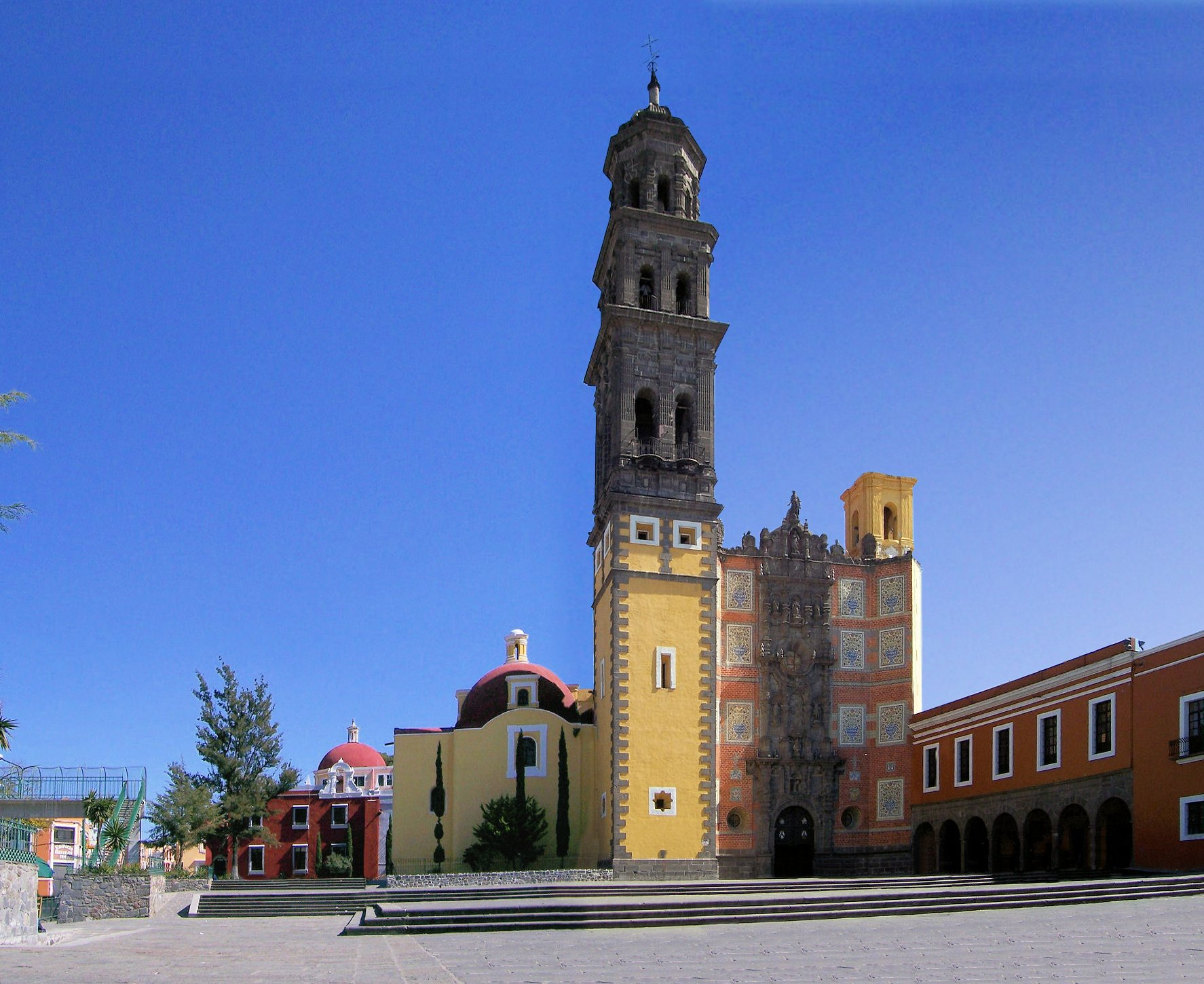
Klosterkirche St. Franziskus in Puebla

Die römisch-katholische Klosterkirche St. Franziskus (spanisch Templo conventual de San Francisco) steht in der mexikanischen Millionenstadt Puebla und zählt heute zu den wichtigsten Sehenswürdigkeiten der Stadt.

## Geschichte
Die heutige Kirche entstand in verschiedenen Bauphasen zwischen 1535 und 1760. Das berühmte Westportal wurde im 16. Jahrhundert errichtet und erst im 18. Jahrhundert um den Westturm und eine Ziegelfassade erweitert.
Die Klosterkirche steht seit 1987 als Teil der Altstadt Pueblas auf der UNESCO-Liste des Weltkulturerbes.
Beim Erdbeben in Mexiko am 19. September 2017 wurde die Kirche beschädigt, weshalb der Zugang auf längere Zeit eingeschränkt werden musste.

## Architektur
Die geostete Kirche ist ein einschiffiger Bau und weitestgehend in gelber Farbe gestrichen. Nur das Westportal aus Naturstein und Ziegeln sowie der obere Teil des Westturms aus Naturstein sind nicht gelbfarben. Das bemerkenswerte Westportal wurde im plateresker Stil errichtet.

## Ausstattung
In der Nordkapelle befindet sich die Grabstätte des Mönchs San Sebastián de Aparicio, welcher 1533 von Spanien nach Mexiko auswanderte und in Puebla viele Straßen plante. Er gilt heute als Schutzpatron der Autofahrer, Händler und Landarbeiter, weshalb die Kirche von einer Vielzahl an Gläubigen besucht wird. Der Leichnam des selig gesprochenen Mönchs wird heute in einem gläsernen Sag aufbewahrt.

## Galerie

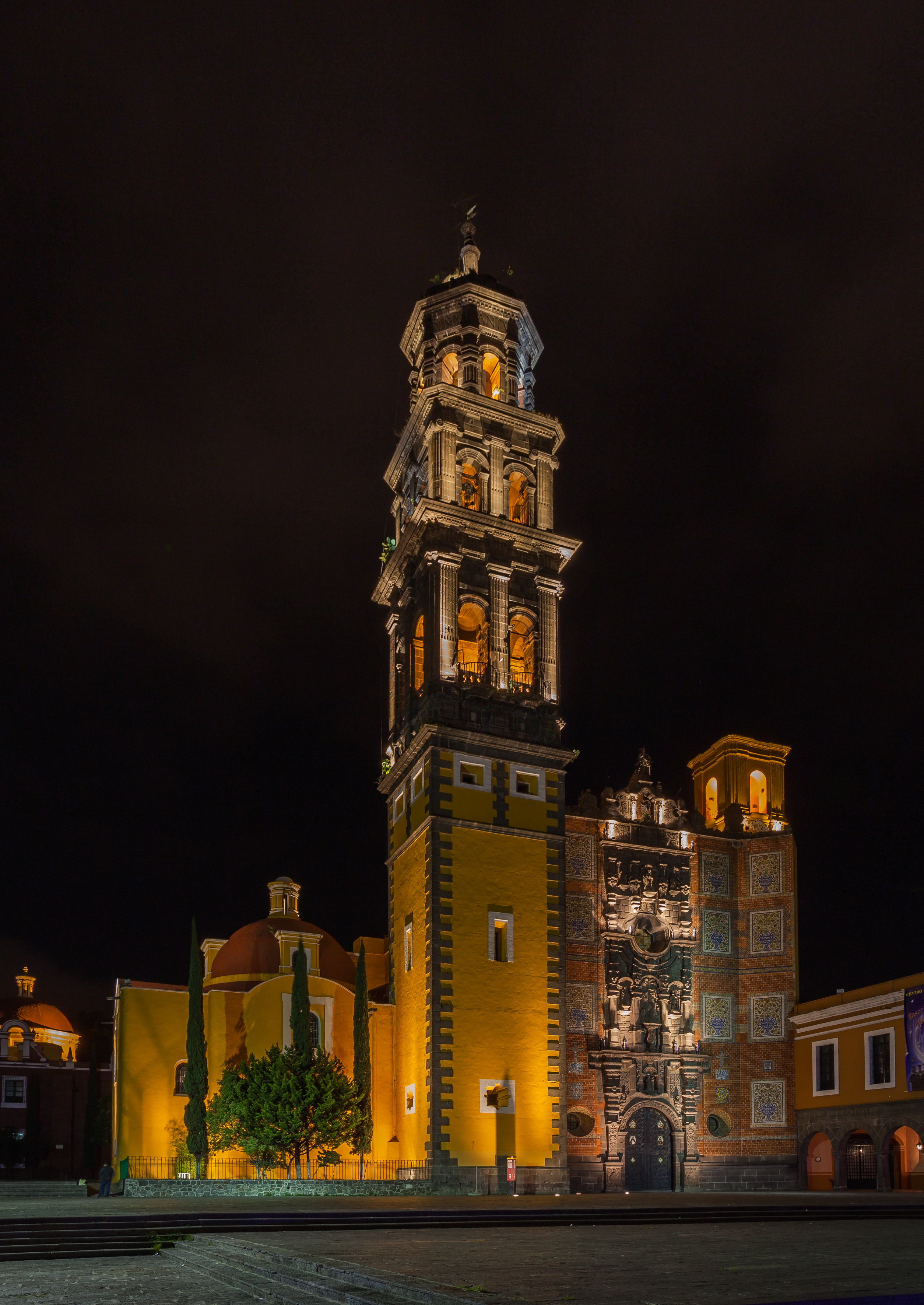
Klosterkirche bei Nacht
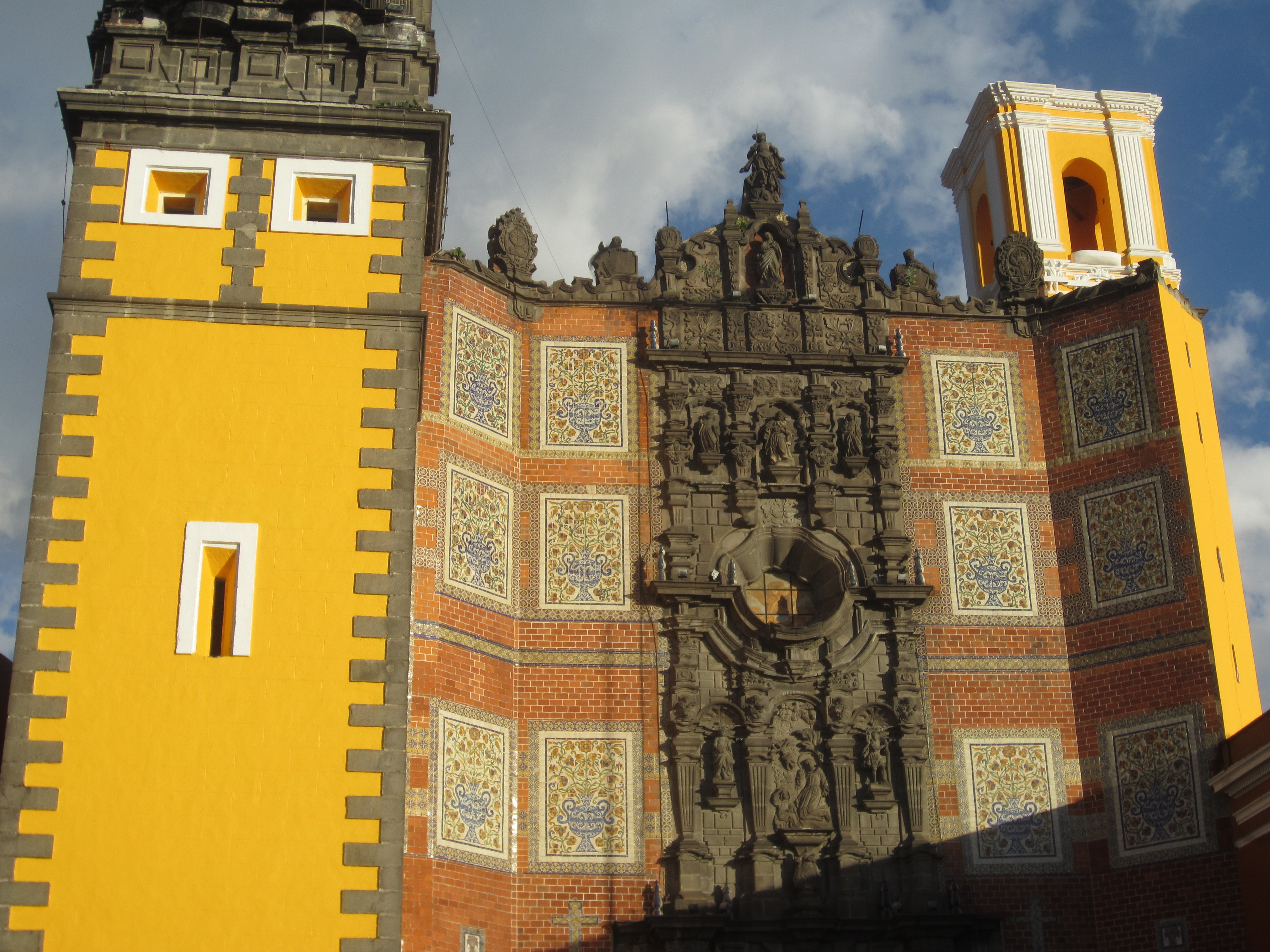
Westfront
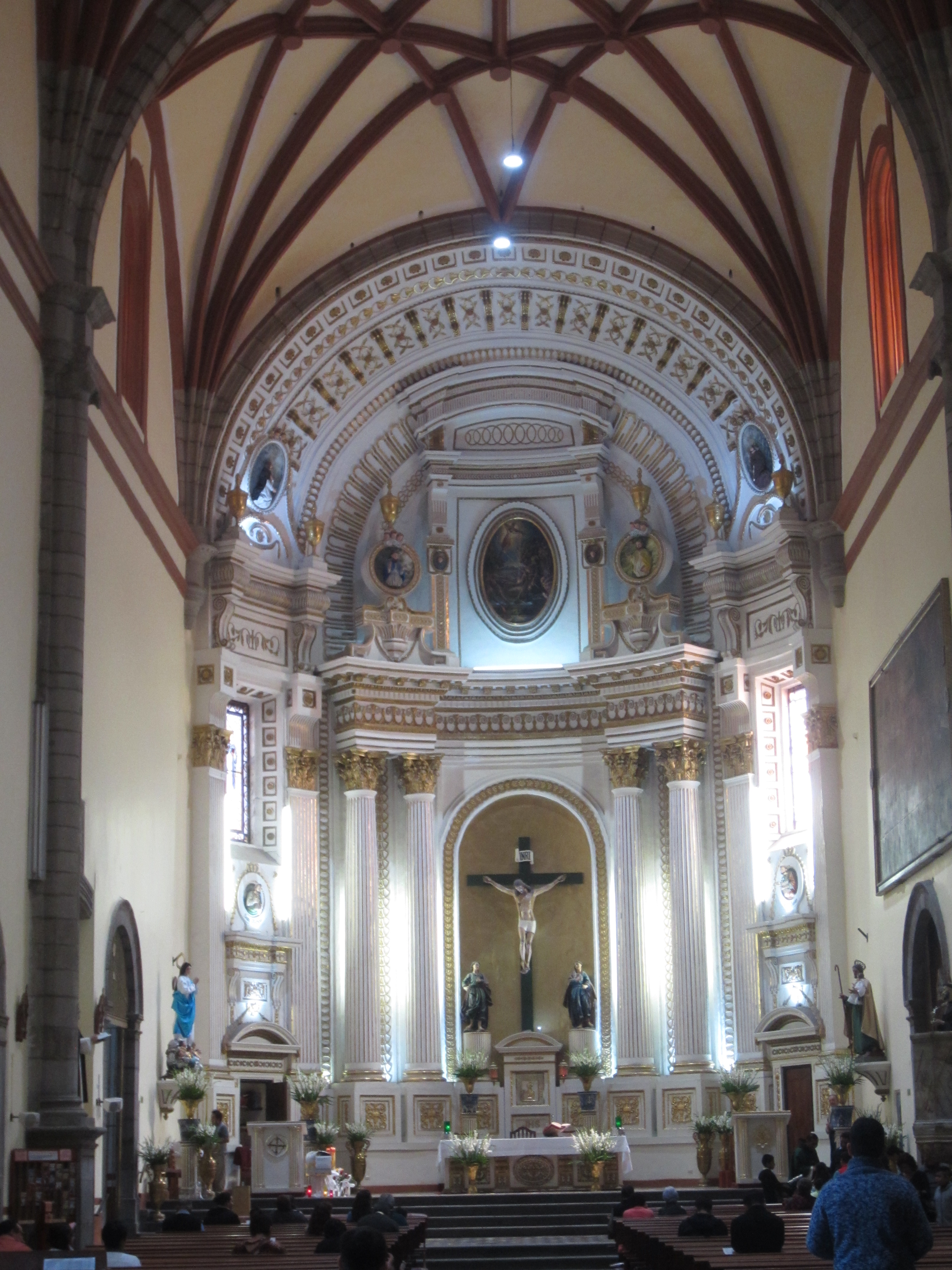
Blick zum Altar
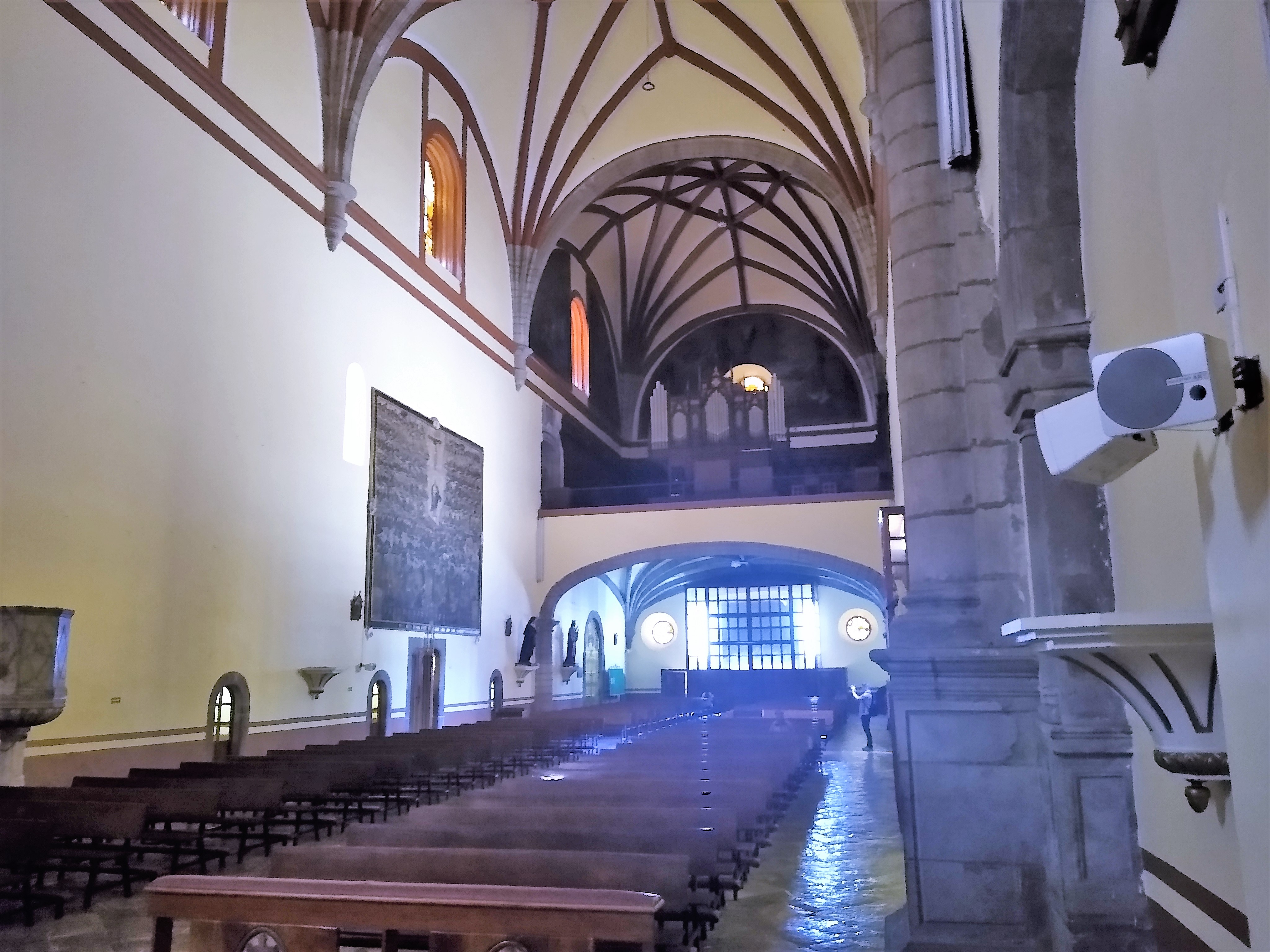
Blick in das Kirchenschiff
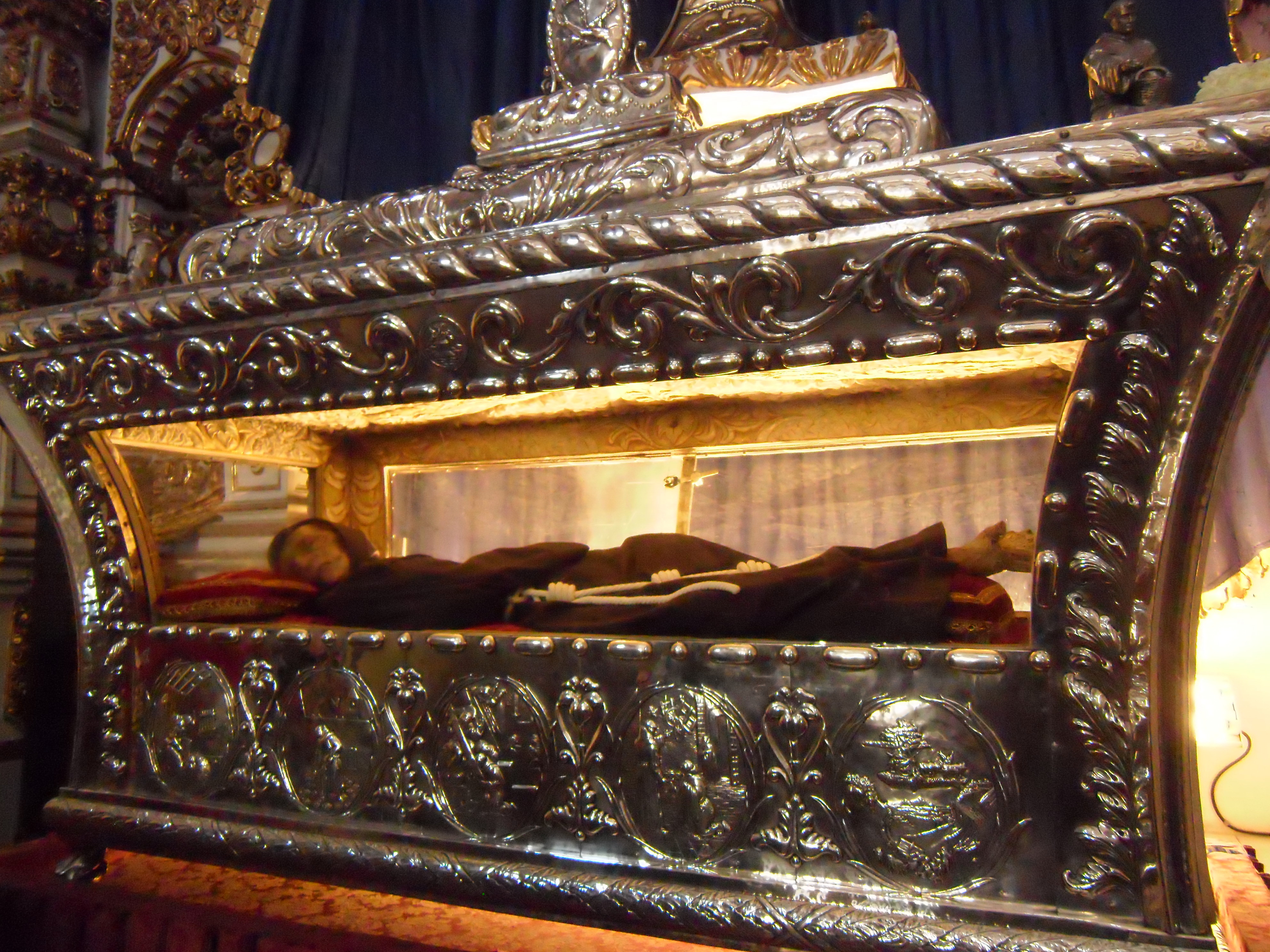
Grabstätte von San Sebastián de Aparicio